# Anthony Bradford
Anthony Bradford (Muskegon, Míchigan; 28 de abril de 2001) es un jugador profesional estadounidense de fútbol americano, se desempeña en la posición de lineman en Seattle Seahawks, en la National Football League (NFL).

## Carrera
Hizo su debut profesional con el equipo Seattle Seahawks, lleva jugando una temporada, comenzó en el 2023.